# Cluedo

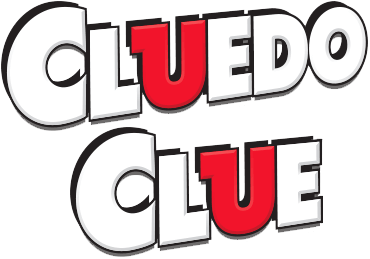
Descubrir quién, dónde y con qué se realizó el asesinato del Mr. Boddy

Cluedo (Clue en América) es un juego de mesa de detectives y misterio originalmente publicado por Waddington Games (Reino Unido) en 1948. Fue desarrollado por Anthony Pratt, un empleado de un abogado de Birmingham, Inglaterra. Actualmente,[¿cuándo?] se comercializa por la compañía de juguetes y juegos estadounidense Hasbro, que adquirió la compañía de juegos de mesa Parker Brothers, la cual lo comercializaba originariamente.
El objetivo del juego es descubrir quién asesinó al Dr. Black, en la versión norteamericana (Dr. Negro o Dr. Lemon en español, según la edición, llamado Mr. Boddy, Sr. Cadavery en español), con qué arma, y en qué habitación se cometió el crimen.

## Historia
En 1944 Anthony E. Pratt, buscó patentar su creación,  el juego "Murder!" ("¡Asesinato!"), él y su esposa se lo mostraron a la empresa Waddington y rápidamente fue aceptado por Norman Watson (ejecutivo de Waddington) y renombrado "Cluedo" (viene de la palabra en inglés "Pista" que significa "Indicio", y del latín "Ludo" que significa "Yo juego"). En Estados Unidos, el juego fue licenciado por los Parker Brothers, renombrado "Clue", y con algunas modificaciones. En el concepto original de Pratt, había diez personajes, pero fueron eliminados en la versión definitiva; estos eran: Mr. Brown (Sr. Marrón), Mr. Gold (Sr. Oro), Miss Grey (Srta. Gris), y Mrs. Silver (Sra. Plata), con Nurse White (Enfermera Blanco), y Coronel Yellow (Coronel Amarillo), otras habitaciones, como la Sala de Armas (Gun room), además de otras armas como el hacha, la bomba y el veneno.

## Contenido del juego
Es también llamado con otros nombres, como Misterio y Mans, entre otros. 
El juego consiste en un tablero con habitaciones, pasillos y pasajes secretos en una casa. También trae peones que representan a los personajes, piezas de armas en miniatura, varios dados, tres sets de cartas y las notas del detective.

### Sospechosos
Los nombres de los sospechosos (y detectives a la vez) aluden a los colores de las fichas que los representan. Los nombres de los sospechosos varían en España con respecto a la edición hispanoamericana, salvo en el Clue DVD, que utiliza el audio español y por lo tanto sus nombres también, así como en algunas versiones modernas.
La edición común del Cluedo viene con seis fichas básicas, con forma de peones de ajedrez, que representan los siguientes personajes:
| Nombre original                                                | Traducción literal          | Nombre en la versión regular hispanoamericana | Nombre en la versión regular española | Ficha    |
| -------------------------------------------------------------- | --------------------------- | --------------------------------------------- | ------------------------------------- | -------- |
| Miss Scarlett                                                  | Señorita Escarlata          | Señorita Escarlata                            | Señorita Amapola                      | roja     |
| Colonel Mustard                                                | Coronel Mostaza             | Coronel Mostaza                               | Coronel Rubio                         | amarilla |
| Mr. White*                                                     | Señor Blanco                | Señor Blanco                                  | Señor Blanco                          | blanco   |
| Reverend Green Mr. Green (en la pre-versión americana en 2002) | Reverendo Verde Señor Verde | Señor Verdi                                   | Padre Prado                           | verde    |
| Mrs. Peacock                                                   | Señora Pavo-Real            | Señora Azulino                                | Señora Celeste                        | azul     |
| Professor Plum                                                 | Profesor Ciruela            | Profesor Moradillo                            | Profesor Mora                         | violeta  |

*El Señor Blanco fue reemplazado en la edición de 2016 del juego con la Doctora Orquidea (Dr. Orchid en inglés)  quien es representada por una pieza ficha rosa, y a su vez fue reemplazada por la Chef Blanca  (Chef White) en la edición de 2023. 

### Armas
Los iconos de las armas suelen estar hechos de peltre sin terminar (excepto la cuerda, que puede ser de plástico o cordel); Las ediciones especiales han incluido versiones chapadas en oro, con acabado en latón y en plata de ley. Las primeras tuberías de plomo (tuberías de plomo) estaban hechas de plomo real y, por lo tanto, presentaban un riesgo de envenenamiento por plomo.
Las armas son las siguientes:
- Candelabro
- Daga (cuchillo en ediciones norteamericanas)
- Tuberías de plomo
- Revólver (representado por primera vez en el Reino Unido como una pistola semiautomática Dreyse M1907, y en Norteamérica como una pistola Colt M1911)
- Soga
- Llave (llave inglesa en las ediciones norteamericanas)

### Habitaciones

Las habitaciones

Existen nueve habitaciones, donde el asesinato pudo haber tenido lugar. Las habitaciones están colocadas alrededor del centro del tablero, y unidas entre sí mediante pasillos. Cuatro habitaciones contienen un pasadizo secreto, que lleva a la habitación de la esquina opuesta en diagonal. La habitación del centro (llamada comúnmente alberca o el sótano) es inaccesible a los jugadores, pero es donde se coloca el sobre con la solución del caso.
En las ediciones del 2011 y 2013 del juego la estructura del tablero cambia radicalmente, los jugadores comienzan en la sección central, hay más habitaciones y su estructura permite pasar entre habitaciones conectadas contiguamente
| Cocina  | Salón de baile | Terraza        |
| Comedor | Escaleras      | Sala de billar |
| Comedor | Escaleras      | Biblioteca     |
| Salón   | Pasillo        | Estudio        |

## Instrucciones del juego
El juego consiste en mover las fichas alrededor del tablero que representa el interior de la casa de campo y las cartas. En las versiones más recientes se puede jugar de 2 a 6 jugadores (hay un reglamento para 2 jugadores o equipos que es levemente diferente al de 3 o más jugadores). En versiones anteriores se juega de 3 a 6 jugadores.
Al comienzo del juego, una carta de cada tipo (sospechoso, arma y habitación) debe ser escogida al azar y puesta en un sobre confidencial que representa que sospechoso mató al Dr Black (Dr. Negro, Mr. Boddy/Sr. Cadavery), con que arma y en cual habitación. Las cartas sobrantes se distribuyen entre los participantes.
El objetivo es deducir los detalles del asesinato. Esto se hace enviando suposiciones a otros jugadores. Una típica sería "sugiero que fue Miss Scarlett (Srta. Escarlata/Amapola) en la Biblioteca con la Cuerda". Todos los elementos que se incluyen en la sugerencia se trasladan al cuarto sugerido (así Miss Scarlett y la Cuerda se moverían a la Biblioteca). Los otros jugadores deben entonces rechazar la suposición si pueden. Esto se hace en la dirección de las agujas del reloj alrededor del tablero. Una suposición se rechaza mostrando una carta que contiene alguno de los componentes de la misma (por ejemplo, la Cuerda). Se muestra la carta en secreto al jugador que la ha propuesto, de modo que el resto no pueda verla. Cuando una suposición ha sido rechazada, finaliza el turno del jugador, y pasa al siguiente. La sugerencia del jugador tan sólo se puede rechazar una vez. De este modo, aunque varios jugadores tengan cartas que demuestren su falsedad, tan sólo el primero la enseñará. Un jugador puede hacer una suposición sólo cuando su ficha está en una habitación determinada y sólo se puede referir a dicha habitación. El jugador puede suponer elementos que posea dentro de su baraja, lo que puede ser utilizado para asegurar parte de la información o para despistar a los adversarios.
Una vez que un jugador piensa que sabe la solución, puede hacer una acusación. El jugador comprueba la validez de la misma mirando las cartas del sobre. Si es incorrecta, queda eliminado del juego (ya que conoce la solución al mismo). Si es correcta, las cartas se muestran al resto de los participantes y el juego se da por finalizado.
Una característica interesante del diseño del Cluedo es que un jugador puede estar usando la ficha que representa al asesino. Ello no afecta al desarrollo del juego, siendo igualmente su objetivo el hacer una acusación correcta.
La acusación únicamente se efectuará en el sitio que le corresponda y no en otro lugar inadecuado.

## Estrategia
Aunque el juego es relativamente fácil, los jugadores pueden desarrollar varias estrategias para maximizar sus oportunidades de hacer sugerencias y, por tanto, ganar ventaja acumulando información de forma más rápida. Así, bloqueando la entrada a una habitación es una forma de prevenir al oponente de entrar a la habitación deseada y hacer una sugerencia.

### Elección de la pieza de juego
La primera oportunidad es la elección de la pieza con la que jugar. Mrs. Peacock (Señora Celeste) tiene la ventaja de estar un espacio más cerca de la primera habitación que el resto de los jugadores. El profesor Plum (Profesor Mora) puede ir al estudio/spa y de ahí tomar el pasadizo secreto a la cocina, la sala más difícil de conseguir. Tradicionalmente Miss Scarlett (Señorita Amapola) tenía la ventaja de moverse primero.

### Desplazamiento por el tablero
La siguiente oportunidad es la elección de las habitaciones iniciales a las que entrar. Nuevamente, la Sra. Peacock tiene la ventaja de que está más cerca del Conservatorio, una habitación en la esquina con un pasaje secreto, lo que permite al jugador, en su turno, moverse inmediatamente a otra habitación y hacer una sugerencia después de tirar los dados. La señorita Scarlett tiene una ventaja similar con el Salón. Hacer tantas sugerencias como sea posible maximiza la cantidad de información que un jugador puede obtener, lo cual es una ventaja. Por lo tanto, mudarse a una nueva habitación con la mayor frecuencia posible es una forma de cumplir este objetivo. Los jugadores deben hacer un buen uso de los pasadizos secretos. Seguir el camino más corto entre habitaciones es una buena opción, incluso si un jugador ya tiene en su mano la carta que representa esa habitación. Como se mencionó anteriormente, bloquear el paso de otro jugador le impide acceder a salas desde las cuales hacer sugerencias. 

### Hacer sugerencias
Cada jugador comienza el juego con de tres a seis cartas en la mano, dependiendo del número de jugadores. Hacer un seguimiento de las cartas que se muestran a cada jugador es importante para deducir la solución. Se suministran notas de detective con el juego para ayudar a facilitar esta tarea. Los pads pueden mantener no sólo un historial de qué cartas están en la mano de un jugador, sino también qué cartas han sido mostradas por otro jugador. También puede resultar útil para deducir qué cartas se han mostrado a los demás jugadores. Por ejemplo, si la señorita Scarlett refuta la acusación del reverendo Green de que la señora Peacock cometió el crimen en el salón de baile con el candelabro, un jugador que tenga en la mano las cartas del salón de baile y de la señora Peacock puede deducir que la señorita Scarlett tiene el candelabro..
Un jugador hace una sugerencia para saber qué cartas pueden eliminarse de la sospecha, pero en algunos casos puede ser ventajoso para un jugador incluir una de sus propias cartas en una sugerencia. Esta técnica se puede utilizar tanto para obligar a un jugador a revelar una carta diferente como para engañar a otros jugadores haciéndoles creer que una carta específica es sospechosa. Por lo tanto, mudarse a una habitación que ya está en la mano del jugador puede ser una ventaja para él. También se pueden utilizar sugerencias para frustrar al oponente de un jugador. Dado que cada sugerencia da como resultado la reubicación de una ficha sospechosa en la sala sugerida, se puede utilizar una sugerencia para evitar que otro jugador alcance su destino previsto, impidiéndole sugerir una sala en particular, especialmente si ese jugador parece estar acercándose a una solución.

### Toma de notas
Una de las razones por las que personas de  edades y niveles de habilidad variados disfrutan del juego es que la complejidad de tomar notas puede aumentar a medida que el jugador se vuelve más hábil. Los principiantes pueden simplemente marcar las cartas que se les han mostrado; Los jugadores más avanzados podrán realizar un seguimiento de quién tiene y quién no tiene una carta en particular, posiblemente con la ayuda de una cuadrícula adicional. Los jugadores expertos podrán realizar un seguimiento de cada sugerencia realizada, sabiendo que el jugador que la responda debe tener al menos una de las cartas nombradas, cuál podrá deducirse de acontecimientos posteriores. También se puede realizar un seguimiento de qué cartas ha visto un jugador determinado, para minimizar la información revelada a ese jugador y/o leer las sugerencias de ese jugador.

## Televisión
Se han producido también shows de televisión basados en este juego. Entre 1990 y 1993 hubo una versión inglesa, y entre 1992 y 1993 se emitió la versión australiana.

## Cluedo en vivo
Cluedo en vivo es un juego de rol inmersivo basado en Cluedo donde a cada uno de los jugadores se les asigna un papel o personaje y cuyo objetivo principal es descubrir quién ha sido el culpable de un misterioso crimen. 
Los cluedos en vivo se caracterizan por el papel activo de los jugadores que se convertirán en los protagonistas de la historia tomando una serie de decisiones que influirán en el desarrollo del juego. 
Aunque el crimen es la trama principal de este tipo de juegos muchos incluyen otros elementos como las relaciones sentimentales prohibidas, las identidades ocultas o los secretos inconfesables que cada uno de los jugadores tendrá en su ficha de personaje. 

### Origen
El origen de los cluedos en vivo está estrechamente relacionado con el de las novelas de detectives que fueron muy populares durante el siglo XIX y principios del siglo XX. 
El interés por las historias de crímenes se disparó en 1860 con el caso del Asesinato de Road Hill, un suceso que salió en la prensa británica y que tuvo a los lectores pendientes de cada publicación. El caso tenía todos los elementos de un cluedo en vivo: una mansión, un asesinato sin resolver, una familia adinerada y un detective perspicaz siguiendo la investigación. 
Años más tarde aparecieron las historias de Sherlock Holmes escritas por Arthur Conan Doyle que convirtieron a este género literario en uno de los favoritos de la época. 
La sociedad victoriana era una gran consumidora de este tipo de novelas y las utilizó como forma de entretenimiento desarrollando una serie de juegos que amenizaban sus eventos sociales. Entre ellos destaca Wink murder que consistía en que a cada jugador se le repartía una serie de roles, entre ellos el del asesino, que podía matar guiñando un ojo al resto de jugadores. 
Más adelante, en la primera mitad del siglo XX, apareció el primer juego de mesa con este tipo de temática: Jury Box. Según las reglas, los jugadores se convertían en un jurado que tenía que declarar culpable a un sospechoso siguiendo una serie de pistas. En 1948 apareció el juego Cluedo, que sentó las bases para la creación de los cluedos en vivo. 
Las primeras sesiones de cluedo en vivo documentadas tienen lugar en la década de los 80 cuando se empezaron a comercializar juegos con historias y fichas de personajes simples que se podían jugar en casa. Con el paso de los años la alta demanda por parte del público hizo que surgieran empresas especializadas en los cluedos en vivo.

### Tipos de personajes
- Asesino: es el culpable del crimen, a veces actúa solo o con la ayuda de un cómplice. Su principal misión es no ser descubierto.
- Detective: es el antagonista del asesino. Debe ir recopilando pistas e investigando durante el juego para saber cuáles son los posibles sospechosos, el motivo del crimen y todos los detalles de cómo sucedió. De esta forma podrá descubrir quién es el verdadero asesino.

En un cluedo en vivo puede que haya más de un personaje con este rol que colabora con el detective principal para resolver el misterio.
- Sospechoso: es un tipo de personaje que, aunque resulta sospechoso por su personalidad o por dónde se encontraba cuándo sucedió el crimen, en realidad no es el culpable. Normalmente este tipo de personaje tiene un secreto que ocultar (no es quien dice ser, tiene una relación secreta con otro personaje, etc.)

### Instrucciones para jugar a un cluedo en vivo
El juego tiene como objetivo que cada participante cumpla una serie de metas mientras descubre quién ha sido el culpable del crimen. La estructura más frecuente de este de juegos es la siguiente: 
- Presentación. Realizada por un guía del juego o game master que cuenta la trama del juego (qué ha pasado (cuál ha sido el crimen), cómo (si se conoce el arma homicida), cuándo y dónde sucedió, y puede que introduzca a unos posibles sospechosos del crimen.
- Reparto de roles. A cada jugador se le asigna un rol entregándole una ficha de personaje donde aparece su historia, dónde estaba en el momento del crimen y su relación con la víctima o con los otros invitados. Además, puede que tenga objetivos propios más allá de descubrir quién es el asesino.
- Estrategias para cumplir los objetivos. Cada jugador tendrá que establecer su propia estrategia basada en sus objetivos: hacer alianzas con otros jugadores, persuadir a otros para ir en contra de algún jugador, encontrar un objeto que se tenga que recuperar o adquirirlo mediante un intercambio, e incluso unirse en matrimonio para encontrar a su alma gemela entre los invitados. Por supuesto, si un jugador recibe el rol de asesino tendrá que evitar en todo momento ser descubierto usando la astucia.
- Final. Como en toda novela de detectives al final se descubre quién es el asesino. Puede ser a través de una votación del resto de jugadores en la que deciden quién es el asesino. Además, se resuelven otros misterios que ocultaban otros jugadores. Al final se muestra qué jugadores han podido cumplir sus objetivos, de esta forma puede haber más de un ganador.